# Federico Cassitto
Federico Cassitto del patriziato di Ravello, conte di Ortenburg (Bonito, 2 luglio 1776 – Bonito, 31 dicembre 1853) è stato uno scrittore, politico ed economista italiano.

## Biografia
Figlio del conte Romualdo e Maddalena Saveria Miletti, nacque a Bonito, nell'allora provincia di Principato Ultra, il 2 luglio 1776 nel nobile casato dei Cassitto, patrizi di Ravello, conti di Ortenburg,  Cilli e Sternberg, baroni di Saanecht, principi di Klaiger e principi imperiali di Stiria. La sua famiglia di antica ascendenza germanica discendeva dai conti di Cilli (Grafen von Cilli) e Ortenburg (o Ortemburg), e giunse nel regno di Napoli nel 1501 quando il suo omonimo avo, Federico dicto de Ottemburgo, gentiluomo di Camera della Regina Beatrice d'Aragona, seguì la sovrana in patria.
Federico Cassitto crebbe in quella che lo scrittore e diplomatico russo Gregorio Orloff definì una famille de savants (una famiglia di studiosi) e venne educato dal colto genitore Romualdo che era valente giureconsulto e - divenuto amministratore delle proprietà del duca Bonito dopo esseri trasferito in tale comune da Alberona (nell'allora provincia di Capitanata) - si era qui distinto come archeologo, collezionista di opere d'arte e direttore degli scavi di Aeclanum su nomina di re Carlo III.
Dopo la formazione privata in casa, Federico Cassitto studiò poi al seminario di Ariano come i suoi fratelli, tra i quali l'eminente teologo Luigi Vincenzo Cassitto, Salvatore che fu protagonista di primo piano nel moti carbonari del 1820 in Daunia, Giulio che fu delegato per la giunta preparatoria di Capitanata durante i moti del 1820, nonché autore di uno studio Sulle miniere della Provincia di Capitanata, Giovanni Antonio Cassitto poeta, letterato, erudito, e Francesco Paolo, avvocato e patriota.
Dopo gli studi al Seminario, Federico Cassitto si perfezionò in Napoli sotto la guida di eccellenti maestri (Ciampitti, mons. Rosini, de Martiis) conseguendo nel 1801 la laurea in giurisprudenza, ma dedicandosi nel contempo a studi classici (letteratura ebraica, greca, latina e italiana) e alle Scienze naturali.  Fino al 1810 esercitò l'avvocatura a Lucera studiando al tempo stesso problemi di economia agraria, mentre nello stesso anno fu nominato Consigliere di Intendenza ad Avellino e a Salerno, con il compito di divisione dei demani ed abolizione della feudalità. Ancora nel 1810 fondò ad Avellino la Camera Agraria, poi Società Economica del Principato Ultra e ne divenne segretario fino al 1814, anno in cui fu nominato Sottintendente in Lagonegro in Basilicata, con lo stesso incarico fu poi trasferito a Cittaducale (all'epoca facente parte degli Abruzzi) nel giugno 1820 e ad agosto dello stesso anno fu destinato ad Ariano. Nel 1821 fu richiamato a reggere il distretto di Cittaducale ma rifiutò l'incarico preferendo ritirarsi a Bonito per dedicarsi agli studi di scienze naturali.
In questo periodo egli partecipò comunque alla vita politica e nel 1831 fece parte del consiglio provinciale di Principato Ultra, divenendone presidente nel 1834. Nel 1835 fu inoltre presidente del consiglio distrettuale di Ariano e nuovamente segretario della Società economica di Principato Ultra, carica che tenne fino al 1847, quando si dimise per motivi di salute.

Notevolissima fu l'attività in campo culturale di Federico Cassitto: socio della Reale Accademia delle Scienze, del Reale Istituto d'Incoraggiamento, dell'Accademia degli Aspiranti Naturalisti, dell'Arcadia di Roma, dell'Istituto Archeologico di Roma, dell'Imperiale Reale Accademia Florimontana Vibonese, e di quasi tutte le Società economiche del Regno.
Esperto e innovativo divulgatore, fondò il Giornale Economico del P.U. (1835-48 in 44 fascicoli) e fu inoltre autore di molti scritti economici e agrari, ma pubblicò anche poesie sacre e traduzioni di salmi.
In tutti i suoi studi il Cassitto seguì una linea teorica pratica per l'analisi dell'economia e del territorio irpino, lasciando scritti di particolarissimo valore; più precisamente egli analizzò le possibili metodologie di sfruttamento ideale del territorio, tramite l'utilizzo di innovative tecniche, la coltivazione di nuove piante e l'addestramento dei contadini e delle maestranze, interessandosi al tempo stesso anche del settore industriale e dedicando particolari attenzione alla viabilità della regione. Attraverso l'ausilio della statistica il Cassitto ha lasciato una analisi precisissima della realtà economica ed agricola dell'Irpinia, utilissima per la piena comprensione della storia di questa zona nella prima metà dell'Ottocento.
Morì a Bonito il 31 dicembre 1853 (secondo altre fonti nel gennaio successivo).
Federico Cassitto sposò Carolina Viceré da cui ebbe due figlie e un unico maschio, Dionisio Cassitto. Questo ramo della famiglia, dopo due generazioni, si estinse, proseguendo tra l'altro nel casato dei marchesi Polvere.
Amalia Cassitto di Ravello, figlia di Dionisio e nipote di Federico, sposò infatti il marchese Nicola Polvere senatore e deputato e da loro  - genitori di cinque figlie femmine - discendono numerosi illustri personaggi tra cui i politici Arturo Jelardi e marchese Ferdinando Rosati de Girolami Grosso, il console Francesco de' Conno ed i giornalisti Alfonso Ruffo, Donatella Raffai, Andrea Jelardi e Giulio Jelardi.
Le città di Roma ed Avellino hanno intitolato una strada a Federico Cassitto.

## Opere
- Zoologia Irpina  scritta nel 1837 e rimasta incompiuta.
- Flora Irpina in due edizioni, una del 1837 e l'altra del 1845.
- Idrologia Minerale, scritta nel 1846.
- Poesie sacre, Benevento 1833
- Inaugurandosi d'ordine sovrano in Avellino del Principato Ultra a 4 giugno 1839 la Biblioteca riunita della Real Società di P.U., 1839
- Riassunti statistici sul Principato Ulteriore pel 1838 in 1839, Bonito 1839
- Elenco degl'illustri defunti del Principato Ulteriore a tutto agosto 1840, Bonito 1840
- Rapporto sulla situazione industriale del Principato Ulteriore rassegnato nel 30 maggio 1837 in generale adunanza, Avellino 1837
- Sulla situazione industriale del Principato Ultra: ragionamento di Federico Cassitto, circa 1840
- Descrizione delle industrie campestri bonitesi seguita da considerazioni sulla migliorabilita economica, Avellino 1834
- Sulla situazione del Principato Ultra / ragionamento di Federico Cassitto, 1840
- Riassunti statistici sul Principato ulteriore protratti al 1844, Avellino 1845
- Discorso pronunziato nell'Adunanza generale della Societa Agraria di P. U. , Napoli 1811
- De' veleni animali e della etiologia dell'azione di essi, senza data
- Descrizione delle industrie campestri bonitesi, Avellino 1843